# بنگکولو، اندونزی
بنگکولو (اندونزیایی: Bengkulu (city)) شهری در استان بنگکولو کشور اندونزی است. جمعیت این شهر بر اساس سرشماری سال ۱۹۹۰ میلادی، ۱۴۶٫۳۹۵ نفر و بر اساس سرشماری سال ۲۰۰۰ میلادی، ۲۴۲٫۶۹۵ بوده که در سال ۲۰۰۷ میلادی به ۳۴۰٫۴۰۶ نفر افزایش یافته‌است.